# Oh Seung-hwan
Det här är en artikel om en person med koreanskt personnamn; Oh är familjenamnet.
Oh Seung-hwan, född den 15 juli 1982 i Jeongeup, är en sydkoreansk basebollspelare som tog guld för Sydkorea vid olympiska sommarspelen 2008 i Peking.
Oh representerade även Sydkorea vid World Baseball Classic 2006, när Sydkorea kom trea, 2009, när Sydkorea kom tvåa, och 2013.